# Oregonichthys crameri
Oregonichthys crameri är en fiskart som först beskrevs av Snyder, 1908.  Oregonichthys crameri ingår i släktet Oregonichthys och familjen karpfiskar. IUCN kategoriserar arten globalt som sårbar. Inga underarter finns listade i Catalogue of Life.